# József Madarász
Dans le nom hongrois Madarász József, le nom de famille précède le prénom, mais cet article utilise l’ordre habituel en français József Madarász, où le prénom précède le nom.
József Madarász de Kisfalud (né le 27 août 1814 à Nemeskisfalud, mort le 31 janvier 1915 à Kispest) est un homme politique hongrois. Il est le frère cadet de László Madarász.

## Biographie
Il est membre de la famille Madarász. Encore en formation d'avocat, il est élu dans l'Assemblée des ordres (rendi országgyűlés) de 1832 pour la circonscription de Sárkeresztúr, en tant que « député des absents » (en latin absentium ablegatus) représentant à la Chambre basse les membres de la haute noblesse absents volontairement de la Chambre haute (főrendi « des ordres principaux », en latin magnatum « des magnats »). Il prend des notes servant à la publication épisodique de Lajos Kossuth Országgyűlési Tudósítások (Comptes-rendus de l'Assemblée nationale), ce qui lui permet de gagner sa vie, mais il est renvoyé de l'Assemblée pour sa participation à l'association des « Jeunes de l'Assemblée » de Laszló Lovassy (en), jeunes avocats dont la formation comprenait des visites à l'Assemblée et qui soutenaient la réforme démocratique et le réveil de l'identité hongroise dans l'Empire des Habsbourg.
Il passe son examen d'avocat en 1834. Comme son frère László, il fait alors partie des mouvements d'opposition de son comitat, Fejér, puis est membre du mouvement de gauche radicale de la noblesse lors de la Révolution hongroise de 1848, écrivant dans des publications comme le journal Nép-Elem (« L'élément populaire », dans le sens de classe populaire). Dans la nouvelle Assemblée nationale de 1848 fondée pour la première fois sur la démocratie représentative, il représente à nouveau la circonscription de Sárkeresztúr, et suit le gouvernement et l'Assemblée quand ceux-ci doivent déménager à Debrecen début 1849.
À la chute de la Révolution hongroise en août 1849, il est emprisonné à Kufstein. Il retrouve la liberté en 1856, et dès que l'Assemblée nationale est à nouveau autorisée, c'est-à-dire pendant quelques mois en 1861 puis à partir de 1865, il est constamment réélu pour représenter la circonscription de Sárkeresztúr en tant que membre du Parti de l'indépendance et de 1848 ou de ses multiples prédécesseurs, jusqu'à sa mort à 100 ans en 1915, devenant ainsi le doyen d'âge de l'Assemblée à plusieurs reprises à partir de 1892. Dans son activité politique, il essaie d'organiser des cercles démocrates afin de créer un mouvement de masse en faveur de la modification du Compromis austro-hongrois de 1867. Il est l'un des sept députés qui déclarent illégal le couronnement de François-Joseph comme roi de Hongrie ; il combat constamment la notion de domaines politiques communs avec l'Autriche et défend les idées de l'indépendance hongroise.
Il est également l'auteur de poésies et de pièces de théâtre.